# Зерноїд бразильський
Зерноїд бразильський (Sporophila falcirostris) — вид горобцеподібних птахів родини саякових (Thraupidae). Мешкає в Південній Америці.

## Опис
Довжина птаха становить 11 см. Виду притаманний статевий диморфізм. У самців голова і верхня частина тіла сизувато-сірі, груди і живіт білуваті, на крилах є невеликі білі "дзеркальця". Самиці мають переважно оливково-коричневе забарвлення, нижня частина тіла у них світло-коричнева. У самців дзьоб жовтуватий, у самиць чорнуватий.

## Поширення і екологія
Бразильські зерноїди мешкають на південному сході Бразилії (від південної Баїї, Мінас-Жерайсу і Еспіріту-Санту вздовж атлантичного узбережжя до Санта-Катарини, переважно в штатах Ріо-де-Жанейро і Сан-Паулу), а також на півдні Парагваю та на північному сході Аргентини (Місьйонес). Вони живуть в бамбукових заростях Chusquea і Guadua у вологих атлантичних лісах. Зустрічаються на висоті до 1200 м над рівнем моря. Ведуть кочовий спосіб життя. Живляться насінням бамбука.

## Збереження
МСОП класифікує цей вид як вразливий. За оцінками дослідників, популяція бразильських зерноїдів становить від 3500 до 15000 птахів. Їм загрожує знищення природного середовища.